# Ergebnisse der Kommunalwahlen in Leipzig
- Linke: 12
- BSW: 7
- PARTEI: 2
- Piraten: 1
- SPD: 8
- Grüne: 11
- WVL: 1
- FDP: 2
- CDU: 13
- AfD: 12
- FS: 1

In den folgenden Listen werden die Ergebnisse der Kommunalwahlen in Leipzig aufgelistet. Es werden im ersten Teil die Ergebnisse der Stadtratswahlen ab 1990 angegeben. Im zweiten Teil stehen die Ortschaftsratswahlergebnisse ab 1999/2000.
Es werden nur diejenigen Parteien und Wählergruppen aufgelistet, die bei wenigstens einer Wahl mindestens zwei Prozent der gültigen Stimmen erhalten haben. Bei mehrmaligem Überschreiten dieser Grenze werden auch Ergebnisse ab einem Prozent aufgeführt. Das Feld der Partei, die bei der jeweiligen Wahl die meisten Stimmen bzw. Sitze erhalten hat, ist farblich gekennzeichnet.

## Parteien
- AfD: Alternative für Deutschland
- B’90: Bündnis 90 → Grüne
- B’90/Grüne: Bündnis 90/Die Grünen → Grüne
- BFD: Bund Freier Demokraten → FDP
- BSW: Bündnis Sahra Wagenknecht – Vernunft und Gerechtigkeit
- CDU: Christlich Demokratische Union Deutschlands
  - 1990: CDU der DDR
- DFD: Demokratischer Frauenbund Deutschlands
- DSU: Deutsche Soziale Union
- FDP: Freie Demokratische Partei
  - 1990: BFD und F.D.P.
- FS: Freie Sachsen
- Grüne: Grüne
  - 1990: B’90 und Grüne Partei
  - ab 1994: B’90/Grüne
- Linke: Die Linke
  - bis 2004: PDS
- NF: Neues Forum (Forum)
- NPD: Nationaldemokratische Partei Deutschlands
- PARTEI: Partei für Arbeit, Rechtsstaat, Tierschutz, Elitenförderung und basisdemokratische Initiative
- PDS: Partei des Demokratischen Sozialismus → Linke
- Piraten: Piratenpartei Deutschland
- SPD: Sozialdemokratische Partei Deutschlands
  - 1990: SPD der DDR
- UFV: Unabhängiger Frauenverband

## Wählergruppen
- BfM: Bürger für Mölkau
- BI 1990: Bürgerinitiative 1990
- BI PE: Bürgerinitiative Pro Engelsdorf
- EFWGM: Erste Freie Wählergemeinschaft Miltitz
- FBEWG: Freie Böhlitz-Ehrenberger Wählergemeinschaft
- FFBE: Freiwillige Feuerwehr Böhlitz-Ehrenberg
- FFw-P: Freunde der Freiwilligen Feuerwehr Plaußig
- FWGLS: Freie Wählergemeinschaft Lützschena-Stahmeln
- FWS: Freie Wählergemeinschaft Seehausen
- FWVB: Freie Wählervereinigung Bienitz
- GVB: Gewerbeverein Baalsdorf
- Heimatverein: Heimatverein Miltitz – gemeinsam für Miltitz
- HuKM: Heimat- und Kulturverein Mölkau
- LBV: Liebertwolkwitzer Bürgerverein → LUV
- LUV: Liebertwolkwitzer Unabhängige Vereinigung
  - 1999: LBV
- UWM: Unabhängige Wählervereinigung Mölkau
- VfR: Verantwortung für Rückmarsdorf
- Vosi: Wählergemeinschaft Volkssolidarität
  - 2004: WG Vosi-BA (auch WG VS-BA)
- WV KHR: Wählervereinigung Knautnaundorf-Hartmannsdorf-Rehbach
- WVL: Wählervereinigung Leipzig
- WVR: Wählervereinigung Rückmarsdorf
- WVS: Wählervereinigung Sport

## Abkürzungen
- Ezb.: Einzelbewerber
- Wbt.: Wahlbeteiligung

## Stadtratswahlen
Stimmenanteile der Parteien in Prozent
| Jahr   | Wbt. | CDU  | Linke | AfD  | 1Grüne1 | SPD  | BSW | PARTEI | 2FDP2 | WVL | Piraten | FS  | NPD | DSU | Vosi |
| ------ | ---- | ---- | ----- | ---- | ------- | ---- | --- | ------ | ----- | --- | ------- | --- | --- | --- | ---- |
| 1990   | 70,3 | 26,8 | 13,0  |      | 11,2    | 35,3 |     |        | 5,2   |     |         |     |     | 4,0 |      |
| 319943 | 57,9 | 23,4 | 22,9  |      | 13,8    | 29,9 |     |        | 3,4   |     |         |     |     | 3,6 |      |
| 1999   | 42,2 | 32,0 | 25,7  |      | 7,5     | 26,2 |     |        | 2,6   |     |         |     |     | 1,4 | 2,6  |
| 2004   | 38,6 | 25,5 | 26,1  |      | 10,0    | 26,9 |     |        | 4,5   |     |         |     |     | 1,8 | 2,6  |
| 2009   | 41,4 | 23,7 | 23,2  |      | 14,6    | 20,4 |     |        | 9,6   | 2,9 |         |     | 2,9 | 1,0 |      |
| 2014   | 40,8 | 25,0 | 24,2  | 6,4  | 15,0    | 18,2 |     | 1,2    | 2,9   | 1,7 | 2,0     |     | 2,4 |     |      |
| 2019   | 59,7 | 17,5 | 21,4  | 14,9 | 20,7    | 12,4 |     | 3,8    | 4,8   | 2,5 | 1,4     |     |     |     |      |
| 2024   | 67,4 | 18,9 | 17,5  | 17,0 | 15,0    | 12,1 | 9,6 | 3,5    | 2,7   | 1,1 | 1,1     | 1,0 |     |     |      |

Sitzverteilung
| Jahr | Ges. | CDU | Linke | AfD | Grüne | SPD | BSW | PARTEI | FDP | WVL | Piraten | FS | NPD | NF | Vosi | DSU | DFD | UFV | Ezb. |
| ---- | ---- | --- | ----- | --- | ----- | --- | --- | ------ | --- | --- | ------- | -- | --- | -- | ---- | --- | --- | --- | ---- |
| 1990 | 128  | 34  | 17    |     | 15    | 45  |     |        | 7   |     |         |    |     |    | 1    | 6   | 1   | 1   | 414  |
| 1994 | 70   | 17  | 16    |     | 10    | 21  |     |        | 2   |     |         |    |     | 2  |      | 2   |     |     |      |
| 1999 | 70   | 23  | 19    |     | 5     | 19  |     |        | 1   |     |         |    |     | 1  | 1    | 1   |     |     |      |
| 2004 | 70   | 19  | 19    |     | 7     | 19  |     |        | 3   |     |         |    |     | 1  | 1    | 1   |     |     |      |
| 2009 | 70   | 17  | 17    |     | 10    | 14  |     |        | 7   | 2   |         |    | 2   | 1  |      |     |     |     |      |
| 2014 | 70   | 19  | 18    | 4   | 11    | 13  |     |        | 2   | 1   | 1       |    | 1   |    |      |     |     |     |      |
| 2019 | 70   | 13  | 15    | 11  | 15    | 9   |     | 2      | 3   | 1   | 1       |    |     |    |      |     |     |     |      |
| 2024 | 70   | 13  | 12    | 12  | 11    | 8   | 7   | 2      | 2   | 1   | 1       | 1  |     |    |      |     |     |     |      |

Fußnoten
1 Grüne: 
1990: B’90: 7,5 %, 10 Sitze, Grüne: 3,7 %, 5 Sitze,
ab 1994: B’90/Grüne

2 FDP: 
1990: BFD: 4,0 %, 5 Sitze, FDP: 1,2 %, 2 Sitze
ab 1994: FDP

3 1994: zusätzlich: NF: 2,9 %

4 Der Einzelbewerber war Friedrich Magirius

## Ortschaftsratswahlen

### Ortschaftsrat Böhlitz-Ehrenberg
Stimmenanteile der Parteien in Prozent
| Jahr | Wbt. | CDU  | Linke | FFBE | SPD  | AfD  | WVL  | FBEWG | Grüne |
| ---- | ---- | ---- | ----- | ---- | ---- | ---- | ---- | ----- | ----- |
| 1999 | 43,0 | 36,8 | 20,0  | 9,4  | 22,8 |      |      | 7,3   | 3,6   |
| 2004 | 41,2 | 44,5 | 17,1  | 22,3 | 16,1 |      |      |       |       |
| 2009 | 44,7 | 59,6 | 17,8  | 12,2 | 10,4 |      |      |       |       |
| 2014 | 42,6 | 50,4 | 16,6  | 9,7  | 12,5 |      | 10,7 |       |       |
| 2019 | 58,2 | 63,6 | 19,8  |      | 16,5 |      |      |       |       |
| 2024 | 67,9 | 51,8 | 11,0  |      | 13,0 | 24,2 |      |       |       |

Sitzverteilung
| Jahr | Gesamt | CDU | Linke | FFBE | SPD | AfD | WVL |
| ---- | ------ | --- | ----- | ---- | --- | --- | --- |
| 1999 | 9      | 4   | 2     | 1    | 2   |     |     |
| 2004 | 8      | 4   | 1     | 2    | 1   |     |     |
| 2009 | 8      | 5   | 1     | 1    | 1   |     |     |
| 2014 | 8      | 5   | 1     |      | 1   |     | 1   |
| 2019 | 9      | 6   | 2     |      | 1   |     |     |
| 2024 | 9      | 5   | 1     |      | 1   | 2   |     |

### Ortschaftsrat Burghausen
Burghausen wurde im Jahr 2000 nach Leipzig eingemeindet. Der ursprünglich gewählte Ortschaftsrat wurde 1999 noch in der Gemeinde Bienitz gewählt. Er blieb im Jahr 2000 mit drei Mitgliedern (SPD: 2, CDU: 1) in Funktion. Im Jahr 2002 wurde eine Nachwahl nötig, da eines der drei Mitglieder des Ortschaftsrates ausgeschieden war.
Stimmenanteile der Parteien in Prozent
| Jahr   | Wbt.  | CDU  | AfD  | Linke | SPD  | Grüne | WVL  | FDP |
| ------ | ----- | ---- | ---- | ----- | ---- | ----- | ---- | --- |
| 2000   | 50,2  | 46,9 |      |       | 53,1 |       |      |     |
| 120021 | k. A. | 31,5 |      | 26,3  | 42,3 |       |      |     |
| 2004   | 44,5  | 40,8 |      | 21,6  | 37,7 |       |      |     |
| 2009   | 48,4  | 36,1 |      | 24,0  | 39,9 |       |      |     |
| 2014   | 49,1  | 41,5 |      |       | 50,8 |       |      | 7,7 |
| 2019   | 66,9  | 28,5 |      | 16,7  | 31,8 |       | 23,0 |     |
| 2024   | 75,9  | 35,1 | 32,2 | 12,1  | 11,1 | 9,6   |      |     |

Sitzverteilung
| Jahr   | Gesamt | CDU | AfD | SPD | Linke | WVL |
| ------ | ------ | --- | --- | --- | ----- | --- |
| 1999   | 7      | 3   |     | 4   |       |     |
| 2000   | 3      | 1   |     | 2   |       |     |
| 120021 | 3      | 1   |     | 2   |       |     |
| 2004   | 5      | 2   |     | 2   | 1     |     |
| 2009   | 5      | 2   |     | 2   | 1     |     |
| 2014   | 5      | 2   |     | 3   |       |     |
| 2019   | 5      | 1   |     | 2   | 1     | 1   |
| 2024   | 5      | 2   | 1   | 1   | 1     |     |

Fußnote
1 2002: Nachwahlergebnis

### Ortschaftsrat Engelsdorf
Stimmenanteile der Parteien in Prozent
| Jahr | Wbt. | AfD  | CDU  | BI PE | SPD  | Grüne | Linke | FDP | GVB |
| ---- | ---- | ---- | ---- | ----- | ---- | ----- | ----- | --- | --- |
| 1999 | 48,5 |      | 35,3 | 22,9  | 19,7 |       | 15,0  |     | 5,3 |
| 2004 | 43,7 |      | 34,1 | 36,6  | 8,6  |       | 18,1  | 2,6 |     |
| 2009 | 45,1 |      | 32,4 | 40,5  | 8,1  |       | 14,3  | 4,7 |     |
| 2014 | 42,4 |      | 39,9 | 34,3  | 12,3 |       | 13,5  |     |     |
| 2019 | 60,5 | 15,1 | 32,3 | 43,2  |      |       | 9,4   |     |     |
| 2024 | 70,2 | 30,4 | 30,0 | 23,5  | 9,9  | 6,1   |       |     |     |

Sitzverteilung
| Jahr | Gesamt | AfD | CDU | BI PE | Linke | SPD | Grüne |
| ---- | ------ | --- | --- | ----- | ----- | --- | ----- |
| 1999 | 11     |     | 4   | 3     | 2     | 2   |       |
| 2004 | 9      |     | 3   | 4     | 2     |     |       |
| 2009 | 9      |     | 3   | 5     | 1     |     |       |
| 2014 | 9      |     | 4   | 3     | 1     | 1   |       |
| 2019 | 9      | 1   | 3   | 4     | 1     |     |       |
| 2024 | 9      | 3   | 2   | 2     |       | 1   | 1     |

### Ortschaftsrat Hartmannsdorf-Knautnaundorf
Die Wahl im Jahr 2000 wurde als Mehrheitswahl durchgeführt.
Stimmenanteile der Parteien in Prozent
| Jahr | Wbt.  | CDU  | WV KHR | Ostern24 | AfD  | Linke | FDP |
| ---- | ----- | ---- | ------ | -------- | ---- | ----- | --- |
| 2000 | k. A. | 88,7 |        |          |      |       |     |
| 2004 | 51,4  | 60,4 | 17,9   |          |      | 17,4  | 4,3 |
| 2009 | 45,7  | 48,8 | 28,9   |          |      | 22,3  |     |
| 2014 | 45,4  | 54,0 | 46,0   |          |      |       |     |
| 2019 | 62,9  | 59,6 | 27,5   |          | 12,9 |       |     |
| 2024 | 71,6  | 52,2 | 38,3   | 9,5      |      |       |     |

Sitzverteilung
| Jahr | Gesamt | CDU | WV KHR | Linke | Ezb. |
| ---- | ------ | --- | ------ | ----- | ---- |
| 2000 | 7      | 4   |        |       | 3    |
| 2004 | 5      | 3   | 1      | 1     |      |
| 2009 | 5      | 3   | 1      | 1     |      |
| 2014 | 5      | 3   | 2      |       |      |
| 2019 | 5      | 4   | 1      |       |      |
| 2024 | 51     | 3   | 1      |       |      |

1 Ein Mandat bleibt unbesetzt.

### Ortschaftsrat Holzhausen
Stimmenanteile der Parteien in Prozent
| Jahr | Wbt. | CDU  | AfD  | SPD  | Grüne | Linke | FDP  |
| ---- | ---- | ---- | ---- | ---- | ----- | ----- | ---- |
| 1999 | 46,9 | 60,5 |      |      | 9,1   | 30,4  |      |
| 2004 | 45,4 | 56,9 |      |      |       | 43,1  |      |
| 2009 | 46,7 | 48,5 |      | 25,1 |       | 26,4  |      |
| 2014 | 49,8 | 44,4 |      | 23,7 | 5,6   | 21,8  | 4,6  |
| 2019 | 63,8 | 44,8 |      | 14,3 | 15,4  | 13,4  | 12,0 |
| 2024 | 74,1 | 44,5 | 22,9 | 12,2 | 12,0  | 8,5   |      |

Sitzverteilung
| Jahr   | Gesamt | CDU | AfD | SPD   | Grüne | Linke | FDP |
| ------ | ------ | --- | --- | ----- | ----- | ----- | --- |
| 1999   | 9      | 6   |     |       |       | 3     |     |
| 2004   | 7      | 4   |     |       |       | 3     |     |
| 120091 | 6 (7)  | 3   |     | 1 (2) |       | 2     |     |
| 2014   | 7      | 4   |     | 2     |       | 1     |     |
| 2019   | 7      | 3   |     | 1     | 1     | 1     | 1   |
| 2024   | 7      | 3   | 1   | 1     | 1     | 1     |     |

Fußnote
1 2009: Gesamt: 6 statt 7 Mandate, SPD: nur 1 statt 2 Mandate möglich

### Ortschaftsrat Liebertwolkwitz
Stimmenanteile der Parteien in Prozent
| Jahr | Wbt. | LUV  | AfD  | CDU  | Linke | SPD  | FDP | Vosi-BA | WVS |
| ---- | ---- | ---- | ---- | ---- | ----- | ---- | --- | ------- | --- |
| 1999 | 47,6 | 46,8 |      | 24,7 | 11,1  | 10,9 |     |         | 6,5 |
| 2004 | 42,0 | 41,6 |      | 22,2 | 13,2  | 16,9 |     | 6,1     |     |
| 2009 | 39,2 | 49,0 |      | 20,4 | 15,9  | 10,5 | 4,3 |         |     |
| 2014 | 39,6 | 47,8 |      | 21,6 | 17,4  | 13,2 |     |         |     |
| 2019 | 57,7 | 57,3 | 17,4 | 10,1 | 7,2   | 7,8  |     |         |     |
| 2024 | 68,7 | 54,8 | 25,0 | 12,4 | 7,7   |      |     |         |     |

Sitzverteilung
| Jahr | Gesamt | LUV | AfD | CDU | Linke | SPD |
| ---- | ------ | --- | --- | --- | ----- | --- |
| 1999 | 9      | 5   |     | 2   | 1     | 1   |
| 2004 | 7      | 3   |     | 2   | 1     | 1   |
| 2009 | 7      | 4   |     | 1   | 1     | 1   |
| 2014 | 7      | 4   |     | 1   | 1     | 1   |
| 2019 | 7      | 5   | 1   | 1   |       |     |
| 2024 | 7      | 4   | 2   | 1   |       |     |

### Ortschaftsrat Lindenthal
Stimmenanteile der Parteien in Prozent
| Jahr | Wbt. | AfD  | CDU  | SPD  | Linke | Grüne | FDP  |
| ---- | ---- | ---- | ---- | ---- | ----- | ----- | ---- |
| 1999 | 42,8 |      | 41,8 | 27,6 | 21,3  |       | 9,3  |
| 2004 | 40,1 |      | 54,6 | 20,8 | 19,0  |       | 5,6  |
| 2009 | 42,6 |      | 47,1 | 23,8 | 19,7  |       | 9,5  |
| 2014 | 40,6 |      | 50,2 | 23,1 | 16,4  | 6,6   | 3,7  |
| 2019 | 56,2 |      | 45,4 | 15,6 | 12,3  | 11,4  | 15,3 |
| 2024 | 67,2 | 32,4 | 29,0 | 16,9 | 7,0   | 6,1   | 8,6  |

Sitzverteilung
| Jahr | Gesamt | AfD | CDU | SPD | Linke | FDP | Grüne |
| ---- | ------ | --- | --- | --- | ----- | --- | ----- |
| 1999 | 9      |     | 4   | 2   | 2     | 1   |       |
| 2004 | 7      |     | 5   | 1   | 1     |     |       |
| 2009 | 7      |     | 4   | 2   | 1     |     |       |
| 2014 | 7      |     | 4   | 2   | 1     |     |       |
| 2019 | 7      |     | 3   | 1   | 1     | 1   | 1     |
| 2024 | 7      | 2   | 2   | 1   | 1     | 1   |       |

### Ortschaftsrat Lützschena-Stahmeln
Stimmenanteile der Parteien in Prozent
| Jahr | Wbt. | BI 1990 | AfD  | Grüne | SPD | CDU  | Linke | FWGLS |
| ---- | ---- | ------- | ---- | ----- | --- | ---- | ----- | ----- |
| 1999 | 47,2 | 30,7    |      |       |     | 37,1 | 18,5  | 13,8  |
| 2004 | 48,8 | 35,2    |      | 7,9   | 8,8 | 28,6 | 19,6  |       |
| 2009 | 56,1 | 39,7    |      | 11,4  | 8,6 | 20,9 | 19,3  |       |
| 2014 | 50,3 | 55,0    |      |       |     | 23,2 | 21,8  |       |
| 2019 | 69,1 | 050,00  | 15,4 | 8,9   | 6,7 | 8,3  | 8,7   |       |
| 2024 | 76,1 | 53,0    | 23,3 | 8,7   | 7,8 | 7,1  |       |       |

Sitzverteilung
| Jahr   | Gesamt | BI 1990 | AfD | Grüne | SPD | CDU | Linke | FWGLS |
| ------ | ------ | ------- | --- | ----- | --- | --- | ----- | ----- |
| 1999   | 9      | 3       |     |       |     | 4   | 1     | 1     |
| 120041 | 6 (7)  | 3       |     |       |     | 2   | 1 (2) |       |
| 2009   | 7      | 3       |     | 1     |     | 2   | 1     |       |
| 2014   | 5      | 3       |     |       |     | 1   | 1     |       |
| 2019   | 7      | 5       | 1   | 1     |     |     |       |       |
| 2024   | 7      | 4       | 1   | 1     | 1   |     |       |       |

Fußnote
1 2004: Gesamt: 6 statt 7 Mandate, Linke: nur 1 statt 2 Mandate möglich

### Ortschaftsrat Miltitz
Stimmenanteile der Parteien in Prozent
| Jahr | Wbt. | Heimatverein | AfD  | CDU  | Linke | Grüne | SPD  | WVL  | EFWGM |
| ---- | ---- | ------------ | ---- | ---- | ----- | ----- | ---- | ---- | ----- |
| 1999 | 47,5 |              |      |      | 22,2  | 4,3   | 44,8 |      | 28,7  |
| 2004 | 43,6 |              |      | 26,9 | 21,3  | 9,5   | 42,3 |      |       |
| 2009 | 46,2 |              |      |      | 18,6  | 14,4  | 56,7 | 10,3 |       |
| 2014 | 47,0 |              |      | 24,5 | 17,2  |       | 49,8 |      |       |
| 2019 | 65,3 |              |      | 15,2 | 11,0  | 8,8   | 65,0 |      |       |
| 2024 | 74,8 | 53,3         | 19,8 | 14,2 | 5,2   | 3,8   | 3,7  |      |       |

Sitzverteilung
| Jahr | Gesamt | Heimatverein | AfD | CDU | Linke | Grüne | SPD | EFWGM |
| ---- | ------ | ------------ | --- | --- | ----- | ----- | --- | ----- |
| 1999 | 7      |              |     |     | 1     |       | 4   | 2     |
| 2004 | 5      |              |     | 1   | 1     |       | 3   |       |
| 2009 | 5      |              |     |     | 1     | 1     | 3   |       |
| 2014 | 5      |              |     | 1   | 1     |       | 3   |       |
| 2019 | 5      |              |     | 1   |       |       | 4   |       |
| 2024 | 5      | 3            | 1   | 1   |       |       |     |       |

### Ortschaftsrat Mölkau
Stimmenanteile der Parteien in Prozent
| Jahr | Wbt. | BfM  | CDU  | Linke | WVL | SPD  | FDP | HuKM | UVM  | Grüne |
| ---- | ---- | ---- | ---- | ----- | --- | ---- | --- | ---- | ---- | ----- |
| 1999 | 52,7 |      | 26,3 | 19,2  |     | 21,7 |     | 18,2 | 12,3 | 2,3   |
| 2004 | 46,6 |      | 49,7 | 22,0  |     | 23,1 | 5,2 |      |      |       |
| 2009 | 52,1 |      | 53,9 | 19,8  |     | 16,6 | 9,7 |      |      |       |
| 2014 | 49,7 |      | 63,2 | 23,7  |     | 13,0 |     |      |      |       |
| 2019 | 66,1 | 45,2 | 35,9 | 18,9  |     |      |     |      |      |       |
| 2024 | 72,9 | 45,9 | 32,2 | 10,7  | 5,6 | 5,5  |     |      |      |       |

Sitzverteilung
| Jahr | Gesamt | BfM | CDU | Linke | SPD | HuKM | UVM |
| ---- | ------ | --- | --- | ----- | --- | ---- | --- |
| 1999 | 9      |     | 2   | 2     | 2   | 2    | 1   |
| 2004 | 7      |     | 4   | 1     | 2   |      |     |
| 2009 | 7      |     | 5   | 1     | 1   |      |     |
| 2014 | 7      |     | 5   | 1     | 1   |      |     |
| 2019 | 7      | 3   | 3   | 1     |     |      |     |
| 2024 | 7      | 4   | 2   | 1     |     |      |     |

### Ortschaftsrat Plaußig
Stimmenanteile der Parteien in Prozent
| Jahr | Wbt. | FFw-P | CDU  | Grüne | Linke | FDP   |
| ---- | ---- | ----- | ---- | ----- | ----- | ----- |
| 1999 | 65,1 | 52,4  | 47,6 |       |       |       |
| 2004 | 50,0 | 61,7  | 38,3 |       |       |       |
| 2009 | 51,4 | 51,5  | 33,8 |       | 14,7  |       |
| 2014 | 58,7 | 58,5  | 22,8 |       | 13,7  | 05,02 |
| 2019 | 67,1 | 57,3  | 42,7 |       |       |       |
| 2024 | 79,6 | 53,2  | 40,6 | 6,2   |       |       |

Sitzverteilung
| Jahr | Gesamt | FFw-P | CDU |
| ---- | ------ | ----- | --- |
| 1999 | 7      | 4     | 3   |
| 2004 | 5      | 3     | 2   |
| 2009 | 5      | 3     | 2   |
| 2014 | 5      | 4     | 1   |
| 2019 | 5      | 3     | 2   |
| 2024 | 5      | 3     | 2   |

### Ortschaftsrat Rückmarsdorf
Der im Jahr 1999 noch in der Gemeinde Bienitz gewählte Ortschaftsrat blieb nach der Eingemeindung in die Stadt Leipzig im Jahr 2000 weiter im Amt. 
Im Jahr 2025 fand eine Nachwahl statt, nachdem zwei Ortschaftsratsmitglieder aus dem Ortschaftsrat ausgeschieden waren und somit die nach SächsGemO erforderliche Mindestzahl von zwei Drittel der festgelegten Mitgliederzahl unterschritten wurde.
Stimmenanteile der Parteien in Prozent
| Jahr   | Wbt. | VfR  | SPD  | FDP  | WVR  | Linke | CDU  | Grüne | FWVB |
| ------ | ---- | ---- | ---- | ---- | ---- | ----- | ---- | ----- | ---- |
| 2000   | 54,8 |      | 24,9 | 41,3 |      | 14,2  |      |       | 19,6 |
| 2004   | 43,6 |      | 22,3 | 38,3 |      | 17,1  | 22,2 |       |      |
| 2009   | 48,0 |      | 11,9 | 47,0 |      | 14,7  | 15,8 | 10,6  |      |
| 2014   | 43,5 |      | 17,4 | 39,2 |      | 18,2  | 15,2 |       |      |
| 2019   | 46,4 | 71,4 | 13,8 |      | 14,8 |       |      |       |      |
| 2024   | 75,2 | 85,4 | 8,5  | 6,0  |      |       |      |       |      |
| 220252 | 29,2 | 67,9 | 17,8 |      |      |       |      | 14,2  |      |

Sitzverteilung
| Jahr   | Gesamt | VfR   | WVR | FDP | CDU | Linke | SPD | FWVB |
| ------ | ------ | ----- | --- | --- | --- | ----- | --- | ---- |
| 2000   | 7      |       |     | 3   |     | 1     | 2   | 1    |
| 2004   | 5      |       |     | 2   | 1   | 1     | 1   |      |
| 2009   | 5      |       |     | 3   | 1   | 1     |     |      |
| 2014   | 5      |       |     | 2   | 1   | 1     | 1   |      |
| 120191 | 4 (5)  | 3 (4) | 1   |     |     |       |     |      |
| 2024   | 5      | 5     |     |     |     |       |     |      |
| 220252 | 5      | 5     |     |     |     |       |     |      |

Fußnote
1 2019: Gesamt: 4 statt 5 Mandate, VfR: nur 3 statt 4 Mandate möglich 

2 2025: Nachwahl

### Ortschaftsrat Seehausen
Stimmenanteile der Parteien in Prozent
| Jahr | Wbt. | FWS  | CDU  | FDP |
| ---- | ---- | ---- | ---- | --- |
| 1999 | 47,8 | 56,0 | 44,0 |     |
| 2004 | 47,3 | 77,4 | 18,8 | 3,9 |
| 2009 | 45,0 | 99,2 |      |     |
| 2014 | 44,9 | 99,7 |      |     |
| 2019 | 61,8 | 91,3 |      | 8,7 |
| 2024 | 70,0 | 99,8 |      |     |

Sitzverteilung
| Jahr | Gesamt | FWS | CDU |
| ---- | ------ | --- | --- |
| 1999 | 7      | 4   | 3   |
| 2004 | 5      | 4   | 1   |
| 2009 | 5      | 5   |     |
| 2014 | 5      | 5   |     |
| 2019 | 5      | 5   |     |
| 2024 | 5      | 5   |     |

### Ortschaftsrat Wiederitzsch
Stimmenanteile der Parteien in Prozent
| Jahr | Wbt. | CDU  | AfD  | SPD    | Linke  | Grüne | FDP |
| ---- | ---- | ---- | ---- | ------ | ------ | ----- | --- |
| 1999 | 49,3 | 50,2 |      | 23,8   | 22,1   | 3,8   |     |
| 2004 | 43,4 | 51,0 |      | 24,4   | 24,6   |       |     |
| 2009 | 46,5 | 51,5 |      | 20,4   | 19,7   | 8,5   |     |
| 2014 | 44,1 | 48,5 |      | 23,3   | 18,3   | 9,9   |     |
| 2019 | 63,1 | 37,1 | 21,6 | 011,50 | 011,47 | 11,3  | 7,0 |
| 2024 | 70,5 | 45,2 | 26,7 | 9,9    | 9,4    | 8,8   |     |

Sitzverteilung
| Jahr   | Gesamt | CDU | AfD   | SPD | Linke | Grüne |
| ------ | ------ | --- | ----- | --- | ----- | ----- |
| 1999   | 9      | 5   |       | 2   | 2     |       |
| 2004   | 8      | 4   |       | 2   | 2     |       |
| 2009   | 8      | 5   |       | 2   | 1     |       |
| 2014   | 8      | 4   |       | 2   | 1     | 1     |
| 120191 | 7 (8)  | 3   | 1 (2) | 1   | 1     | 1     |
| 120241 | 7 (8)  | 3   | 1 (2) | 1   | 1     | 1     |

Fußnote
1 2019 und 2024: Gesamt: 7 statt 8 Mandate, AfD: nur 1 statt 2 Mandate möglich